# 井上哲也
井上 哲也（いのうえ てつや、1957年〈昭和32年〉1月30日 - ）は、日本の政治家。大阪府吹田市長（第19代、1期）や大阪府議会議員（2期）など務めた。大阪維新の会顧問だったが、党代表橋下徹により解任された。伯父は郵政大臣（第60代）や摂津市長（第2代）を務めた井上一成。

## 略歴
大阪府、後の東大阪市生まれ。1980年（昭和55年）、和歌山大学経済学部経済学科卒業（28期）。
井上一成の秘書を務め、1983年4月の第10回統一地方選挙で、日本社会党から吹田市議会議員選挙に出馬し、最年少（当時）26歳で初当選。以後4期務め、1996年（平成8年）に吹田市議会議長（第51代）に史上最年少で就任した。
2003年4月の第15回統一地方選挙で鞍替え出馬し、自由民主党から大阪府議会議員選挙に初当選。
2007年の府議選で再選。
2010年、橋下徹大阪府知事が結成した地域政党「大阪維新の会」の結党に参加した。
2011年4月の第17回統一地方選挙でも鞍替え出馬し、大阪維新の会公認で吹田市長選挙に出馬。「飛ぶ鳥落とす勢いの維新人気」を追い風に、橋下知事に批判的であった現職の阪口善雄市長を破り、初当選した。
2012年、自身の後援会幹部が代表取締役を務める企業による市事業への「異例の単独随意契約」が発覚し、10月30日に大阪維新の会代表の橋下徹大阪市長により大阪維新の会の顧問を解任される。翌10月31日、大阪維新の会を離党した。
2015年4月の第18回統一地方選挙では、再選を目指して、離党したにもかかわらず大阪維新の会から推薦をもらい、吹田市長選挙に無所属で出馬。元職の阪口善雄（民主党および社民党推薦）も含め4人で争われたが得票率3位26.60%（得票数3万6,092）に終わり、得票率31.96％（得票数4万3,368）を得た吹田市の元幹部（道路公園部部長）後藤圭二（自民党・公明党推薦）に大差で敗れた。

## 人物

### 大学進学
司馬遼太郎作品などの歴史小説好きで、「政治家はやはり『坂の上の雲』を読まないといけませんね」として、東郷平八郎の「勝って兜の緒を締めよ」というセリフが心に残った、「やはり学生時代にもっと読んでおけばよかった」と語っている。和歌山大学に進んだ理由について、大学受験時に「国立大学なのに英数国の3教科で試験」の容易さと、入試偏差値レベルで「和歌山大学にしか通らなかった」ため、と和歌山大学の後輩に説明している。入学後麻雀遊び三昧の学生生活だったが、「親に申し訳なくなって、途中で麻雀をやめてからは簿記学校に通い」簿記検定2級の資格を取得した。

### 政治の道へ
和歌山大学4回生の時に伯父井上一成の衆院選出馬を手伝い、「就職活動のタイミングを逃してしまった」ため、政治の道に入ったとしている。
いわゆる世襲政治家のため、市議会で幾度も「井上一成氏や橋下徹氏という大物政治家を風よけの盾にして、その後ろをついて歩き、何とか吹田市長までたどり着きました。」となどと言及されている。
伯父の一成に倣い毎年1月に部落解放同盟の支部へ新年挨拶として訪れていた。

### 元秘書に関する報道
2015年3月13日、衆議院議員（当時）の上西小百合が衆議院本会議を欠席し、翌14日と15日に公設第一秘書の男性と不倫温泉旅行に出かけていたなどと週刊誌で報じられた際、この男性秘書が記者を恫喝し、「オラオラ系秘書」として話題になった。
この秘書は、もともと井上の府議時代の私設秘書で、市議時代に後援企業の電気設備会社から派遣され運転手を兼ねて選挙応援を行って以来の腹心の部下となっていた。この後援企業が問題となる「異例の単独随意契約」の会社だった。

## 不祥事

### 公職名で神社に寄付、韓国人から献金
2011年5月、府議時代に吹田市内の伊射奈岐神社に10万円を寄付、井上市長の名前入りの石碑が参道に設置されていた問題が発覚。井上はこれを受け寄付金の返還、石碑の撤去を神社側に要請した。同年9月には、大阪府議時代に代表を務めていた政治団体「自民党大阪吹田市第1支部」が、平成21年11月に在日韓国人の男性が代表を務める法人から3万円の献金を受けていた事も発覚した。

### 環境省事業、書類を見ず後援企業に発注
翌2012年、吹田市が環境省の補助金を活用し、市庁舎の屋上に太陽光パネルを設置する事業を、井上の後援会役員が社長を務める企業に約2,250万円で発注、随意契約を結んでいた事実が発覚した。井上は、随意契約を行った企業が自身の後援企業だったことについて「まったく気付かなかった。職員への指示も一切ない」と釈明し陳謝したが、これにより橋下徹大阪維新の会代表から同党顧問を解任された。
この「異例の単独随意契約」を巡り吹田市議会は百条委員会を設置。契約手続は「地方自治体の事務執行の基本から大幅に逸脱しており、極めて不適正」の上、市場価格を「少なくとも800万円上回る金額」での契約であり、受注先が後援会企業とは知らなかったと井上が弁明した点についても、そもそも「書類に目を通さず決裁した」ことは「職責を放棄する重大な事態であり、市民の信託に反する」と断罪した上で、「市長決裁を必要とする、太陽光発電設備設置のような重要な契約が、市長への事前説明もなく締結されたとは考えられない」ことから、「市長の指示の疑い」と結論を下している。
加えて、調査の過程で、異例の「建築課が通常行わない仕様書作成業務」「適正な積算業務を怠っていた」「概算工事費を精査できず」「契約検査室に起案文書を回さず承認も求めなかった」「契約価格が漏れていた可能性」「契約時に内訳書を提出させなかった」「環境省に対して事実と異なる報告を行っていた」なども発覚した。